# Ezequiel Nolasco Campos
Ezequiel Dionicio Nolasco Campos (26 de octubre de 1958 – Huacho, 14 de marzo de 2014) fue un dirigente sindical y político peruano. Ocupó el cargo de consejero regional de Áncash entre 2007 y 2010. 

## Dirigente de construcción civil
Nació el 26 de octubre de 1958 y se desempeñó como dirigente de construcción civil entre 1995 y 2009. Participó como candidato a consejero regional por el Movimiento Independiente Regional Cuenta Conmigo liderado por César Álvarez Aguilar obteniendo la elección. 

## Atentado del 2010
Tras una pugna interna de poderes entre Nolasco y Álvarez por el copamiento de cupos en obras de construcción a cargo del gobierno regional, Nolasco se convirtió en crítico de Álvarez y se enfrentó a otros dirigentes sindicales de la línea de Álvarez por los mismos motivos.
La noche del 20 de julio del 2010, Ezequiel Nolasco sufrió un atentado en su propia casa en la que falleció Roberto Torres Blas, hijo político de Nolasco Campos. Nolasco Campo recibió cinco disparos en el abdomen y en el brazo mientras que su hijo político recibió un balazo en la cabeza.  Tanto Nolasco Campos como su familia señalaron que venían recibiendo amenazas de muerte por parte de desconocidos. El ministro del Interior de esos años, Octavio Salazar, manifestó que ese atentado estaba relacionado con la delincuencia común por lo que Nolasco evaluaba pedir asilo político fuera del Perú. Señaló que detrás del atentado había un interés político vinculado a negociados ilícitos para aprobar un paquete de obras licitadas por la Organización de Estados Iberoamericanos relacionado al caso de los "petroaudios".
El 26 de julio de 2010 se capturó en Chimbote a Ronald Gutiérrez Rubio quien iba a bordo de la moto utilizada para huir por los delincuentes que atentaron contra Nolasco. Los policías confirmaron que Gutiérrez integraba la banda del delincuente Rubén Moreno Lino, alias "Goro", sindicado como el autor de los disparos contra Nolasco. El 5 de agosto, Edison Torres Corzo, alias "Chilipino", se entregó al Ministerio Público manifestando ser inocente y no tener relación con el atentado contra Nolasco. El 13 de agosto, la policía capturó a dos presuntos implicados en el atentado. Raúl Diez Palacios y Segundo Villegas Ordinela eran acusados de ser coautores intelectuales del ataque que sufrió Nolasco Campos. Estos sospechosos fueron luego liberados y estuvieron como "no habidos" durante meses. Torres Corzo volvió a ser capturado en el mes de octubre. Alexis Reyes Camones, alias "Loco Alexis", presunto autor de los disparos fue capturado en noviembre. Ese mismo mes se intentó sin éxito la captura de "Goro" pero hallaron documentos en su vivienda que lo comprometieron con el atentado a Nolasco. Jaime Sáncehz Cachay, alias "Piolín", fue capturado en agosto del 2011.
Uno de los implicados como autor intelectual de este atentado fue Luis Arroyo Rojas quien entonces era aún candidato a la alcaldía provincial del Santa y que ganó ese puesto en las elecciones del 2010 como candidato del movimiento "Cuenta Conmigo". El recibió un mandato de comparecencia restringida por parte del Poder Judicial con relación a este caso. pero posteriormente se decidió el archivamiento de la denuncia.
El 17 de julio del 2013, Nolasco se encadenó con el torso desnudo a la asta de la bandera en el frontis del edificio de la Corte Superior de Justicia de la ciudad de Chimbote. Portaba un cartel que decía "Poder Judicial y Ministerio Público al servicio de la mafia de Áncash". Señaló que realizó esta denuncia ante el tercer aniversario del atentado en su contra sin que las autoridades resuelvan el caso. En noviembre volvió a repetir su protesta ante la orden de arresto domiciliario para los involucrados en el atestado. "Hay jueces corruptos que sólo han dilatado el tiempo. Han transcurrido varios años y no encuentro justicia, pero no me voy a dar por vencido, llegaré hasta las últimas consecuencias", sostuvo. Días después, Nolasco denunció que recibía llamadas de extorsionadores que pedían el pago de 30 mil soles para no atentar contra su vida y la de su familia.
En enero del 2014, el Poder Judicial emitió sentencia sobre este caso absolviendo de los cargos a Jaime Sánchez Ordinola, Arnaldo Ordinola Muñoz, Alexis Reyes Camones y Armando Palacios Flores. Sólo Edison Torres Corzo fue condenado a 25 años de prisión por haber sido el autor de los disparos que mataron a Torres Blas, hijo político de Nolasco.

## Asesinato
El 14 de marzo del 2014, alrededor de las 11 de la noche, Nolasco Campos fue asesinado a balazos en una bodega de la localidad de Huacho, departamento de Lima. Su velatorio se llevó a cabo en la ciudad de Nuevo Chimbote en compañía de centenares de personas. Desde el inicio, se negó todo tipo de vinculación entre el presidente regional de Áncash, César Álvarez Aguilar, y la muerte de Nolasco a pesar de la posterior revelación de audios en los que éste se burlaba del atentado y de Nolasco. El abogado Marco Sánchez Ponte, abogado de Nolasco y testigo de su asesinato, afirmó que los asesinos "tenían dos razones para acabar con la vida de Nolasco. Él acababa de ser elegido candidato a la presidencia del Gobierno Regional por UPP y tenía nuevas pruebas para demostrar la responsabilidad de los implicados en la muerte de su hijo, quienes fueron absueltos". El líder del Movimiento Político Juntos por el Cambio, Juan Calderón Altamirano, señaló que le revelaron un plan para culparlo de la muerte de Nolasco y acusó, sin pruebas aún, a César Álvarez Aguilar.
Tras una marcha realizada en las calles de la ciudad de Chimbote, el jefe de la División Policial de Chimbote prometió la captura del prófugo delincuente "Goro" y el congresista Juan José Díaz, miembro de la Comisión de Fiscalización y Contraloría, anunció la realización de una audiencia pública en Chimbote para tratar las denuncias por casos de sicariato y corrupción en el Gobierno Regional de Áncash. Posteriormente se creó una comisión congresal para investigar el gobierno regional de Áncash.
A fines de marzo del 2014, el abogado del presidente regional César Álvarez, Luis Arroyo Guevara, señaló que sería el Gobierno Central el que estaría detrás del asesinato de Nolasco Campos. Este crimen habría sido usado como una cortina de humo para tapar la crisis ministerial.
El 15 de mayo del 2014, el Tercer Juzgado Penal Nacional emitió una orden de detención preventiva por este crimen contra 21 personas incluyendo al presidente regional de Áncash, César Álvarez, el Alcalde del Santa Luis Arroyo Rojas incluyendo periodistas, dirigentes y políticas. Ese mismo día se realizó la captura de Rubén Moreno Olivo, alias "Goro", presunto autor del primer atentado que sufrió Nolasco. Arroyo Rojas fue capturado dos días después en la ciudad de Lima y César Álvarez se entregó el 16 de ese mes. Una semana después se conoció que la policía tenía en su poder audios obtenidos mediante interceptación telefónica en los que los miembros de seguridad de Álvarez hablan de "desaparecer" a Nolasco. Ese mismo mes se conoció que Christian Cruzate Pereda, alias "Colombiano", confesó ser el asesino de Nolasco. Cruzate es un conocido sicario de la zona de La Esperanza en Trujillo.
El 29 de mayo del 2014, el fiscal Manuel Castro Sánchez presentó su denuncia contra los presuntos integrantes de una organización criminal que realizó actos delictivos para favorecer a la gestión de César Álvarez como presidente regional de Áncash. A éste se le atribuyeron los delitos de homicidio calificado y asociación ilícita para delinquir. La denuncia comprendía a otras 29 personas incluyendo a Arroyo Rojas, alcalde de Chimbote, funcionarios periodistas, dirigentes de construcción civil y presuntos sicarios. El 25 de enero de 2021, el Colegiado A de la Sala Penal Nacional de la Corte Superior de Justicia de Lima emitió sentencia encontrando responsable a César Álvarez y condenándolo a 35 años de prisión además de una reparación civil de 400,000 soles y una inhabilitación de 30 años para ejercer la función pública. Según la sentencia, Álvarez encabezaba una organización criminal que planteó y ordenó la muerte de Nolasco Campos con la finalidad de ocultar asesinatos y delitos de corrupción relacionados con la gestión de este en el Gobierno Regional de Áncash.